# 3e régiment de parachutistes d'infanterie de marine
Pour les articles homonymes, voir 3e régiment.
Le 3e régiment de parachutistes d'infanterie de marine (3e RPIMa) est un régiment parachutiste de l'armée de terre française. Régiment d'élite, il est l'héritier du 3e bataillon colonial de commandos parachutistes créé en 1948, du 3e bataillon de parachutistes coloniaux créé en 1951 et du 3e régiment de parachutistes coloniaux. Après avoir appartenu à la 10e division parachutiste en Algérie, puis à la 11e division parachutiste, le régiment appartient aujourd'hui à la 11e brigade parachutiste de la 3e division.
La campagne d’Indochine a été la grande époque des parachutistes coloniaux. Des milliers de jeunes Français ont servi dans des bataillons plusieurs fois reformés après des pertes terribles. Ils tirent leur origine de la 1re demi-brigade coloniale de commandos parachutistes, héritière elle-même des parachutistes de la France libre (Armée de l'Air), de la demi-brigade SAS (Infanterie métropolitaine) dont le drapeau a reçu la croix de la Légion d'honneur le 14 juillet 1954.

## Création et différentes dénominations
- 8 janvier 1948 : création du bataillon à Vannes
- 9 novembre 1948 : création administrative du 3e BCCP (3e bataillon colonial de commandos parachutistes) à Saïgon
- 1er octobre 1950 : devint le 3e GCCP (3e groupement colonial de commandos parachutistes)
- 1er novembre 1950 : dissolution
- 1er janvier 1951 : nouvelle création du bataillon à Saint-Brieuc
- 27 décembre 1951 : devient 3e BCCP à son départ pour l'Indochine
- 28 mai 1952 : devient le 3e BPC (3e bataillon de parachutistes coloniaux)
- 31 août 1953 : dissolution (permet la formation des 5e BPVN et 7e BPVN)
- 1er juin 1955 : nouvelle création du 3e BPC à Mont-de-Marsan
- 1er novembre 1955 : devient 3e RPC (3e régiment de parachutistes coloniaux)
- 1er décembre 1958 : devient 3e RPIMa (3e régiment de parachutistes d'infanterie de marine)

## Historique des garnisons, campagnes et batailles

### Garnisons successives
- En 1948 : Vannes-Meucon puis en Indochine.
- En 1951 : Saint-Brieuc puis à nouveau en Indochine.
- En 1955 : Bayonne puis à Bône en Algérie.
- De 1956 à 1960 : Sidi Ferruch
- En 1962 : Carcassonne jusqu'à nos jours.

### Guerre d'Indochine

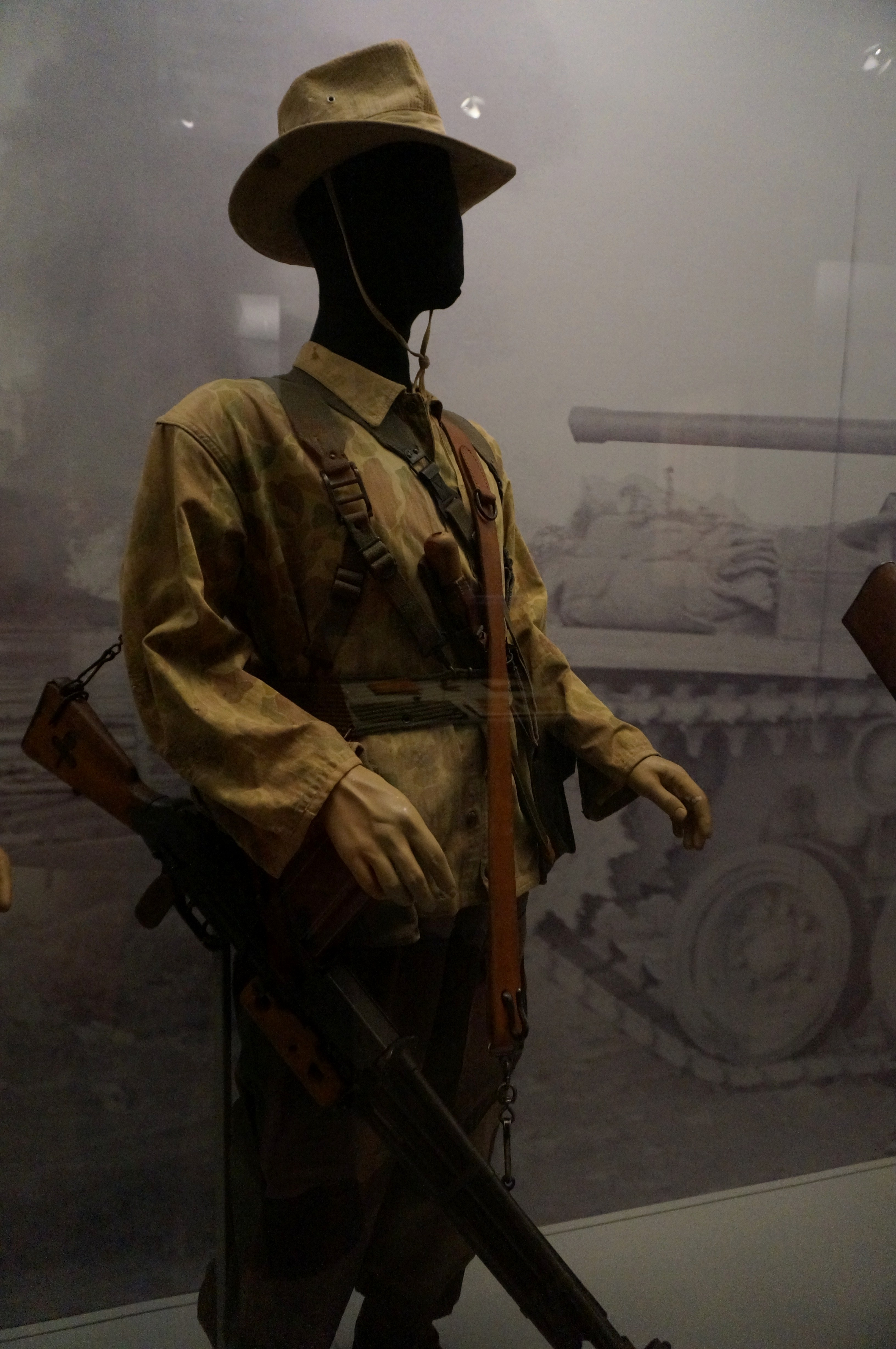
Uniforme du 3e BPC pendant la bataille de Na San.

Créé en janvier 1948, le 3e bataillon colonial de commandos parachutistes rejoint l'Indochine en novembre de la même année.
Les 26 et 27 mai 1950, après largage, il reprend le poste de Dong Khe (vi) où stationnait le 8e RTM.

Deux fois cité à l'ordre de l'armée, il est dissous après son sacrifice lors de la bataille de la RC 4 en octobre 1950. Lors de cet épisode le 3e BCCP du capitaine Cazaux et le 1er BEP du commandant Segrétain vont pratiquement disparaître.
Recréé le 27 décembre 1951, il reçoit l'appellation de 3e bataillon de parachutistes coloniaux le 28 mai 1952 et s'illustre encore en Indochine où il est de nouveau cité à l'ordre de l'armée à la suite de la bataille de Na San.
Dissous en septembre 1953, son PC et ses deux compagnies autochtones (3e et 23e compagnies indochinoises parachutistes) forment l'ossature du 5e bataillon de parachutistes vietnamiens tandis que la majorité des cadres européens sont mutés au 7e bataillon de parachutistes vietnamiens.

### Guerre d'Algérie
De nouveau recréé au sein de la 10e division parachutiste, le bataillon prend l'appellation de 3e régiment de parachutistes coloniaux le 1er novembre 1955 sous les ordres du lieutenant-colonel Bigeard. Le 23 février 1957, en pleine bataille d'Alger, des parachutistes du régiment capturent Larbi Ben M'hidi. Présent dans toutes les grandes opérations en Algérie française, il participe aux combats de Bizerte en juillet 1961. Il stationne alors à Sidi-Fredj alors appelé Sidi-Ferruch.

### Depuis 1962

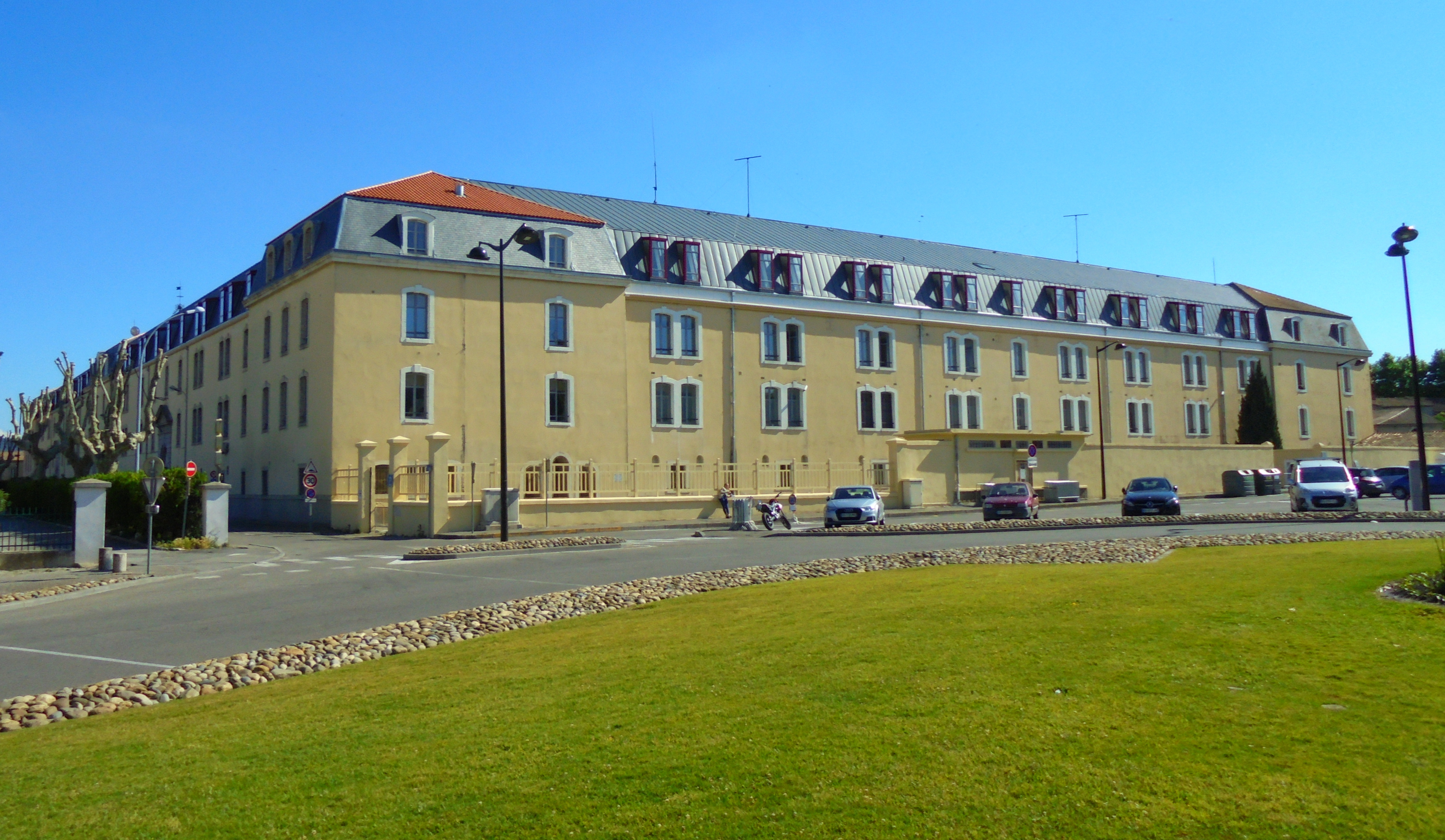
La caserne Laperrine à Carcassonne.

Devenu le 3e régiment de parachutistes d'infanterie de marine le 1er décembre 1958, il rentre en métropole et s'installe le 22 juillet 1962 à Carcassonne où il est entièrement professionnalisé en 1976.
En 1968, le régiment intervient au Tchad lors de la première guerre civile tchadienne, puis en 1978 au sud Liban où son chef, le colonel Salvan, est grièvement blessé, puis à Djibouti, de nouveau au Tchad, en Centrafrique, en Nouvelle-Calédonie, au Togo, au Gabon, au Rwanda, en Irak, en Turquie, au Zaïre, en ex-Yougoslavie, au Congo et enfin au Kosovo où il obtient sa cinquième citation.
Le 23 mars 1978, le 3° RPIMa de Carcassonne part pour Beyrouth. Dès son arrivée, le 3° RPIMa du colonel Salvan se porte sur le pont de Oasmiyé et sur la caserne de Tyr, dont il s'empare sans combat. Il dispose ainsi d'une base solide pour organiser son dispositif : un système de postes et de patrouilles destiné à établir un cordon entre les éléments palestino-progressistes ou les forces conservatrices et les Israéliens. Ces postes sont l'objet de harcèlements réguliers et le 24 avril le caporal-chef Godiris est le premier marsouin tombé au feu au cours d'un accrochage avec les palestino-progressistes. Le 5 mai le lieutenant-colonel Viard prend le commandement du 3e RPIMa et désormais, la mission change : il s'agit de s'interposer entre les milices chrétiennes et les palestino-progressistes dans la région d'Harris. À ce sujet, il faut préciser que la situation est compliquée par l'incapacité de l'ONU à imposer que les positions évacuées par les Israéliens soient remises à la FINUL et non aux milices chrétiennes.

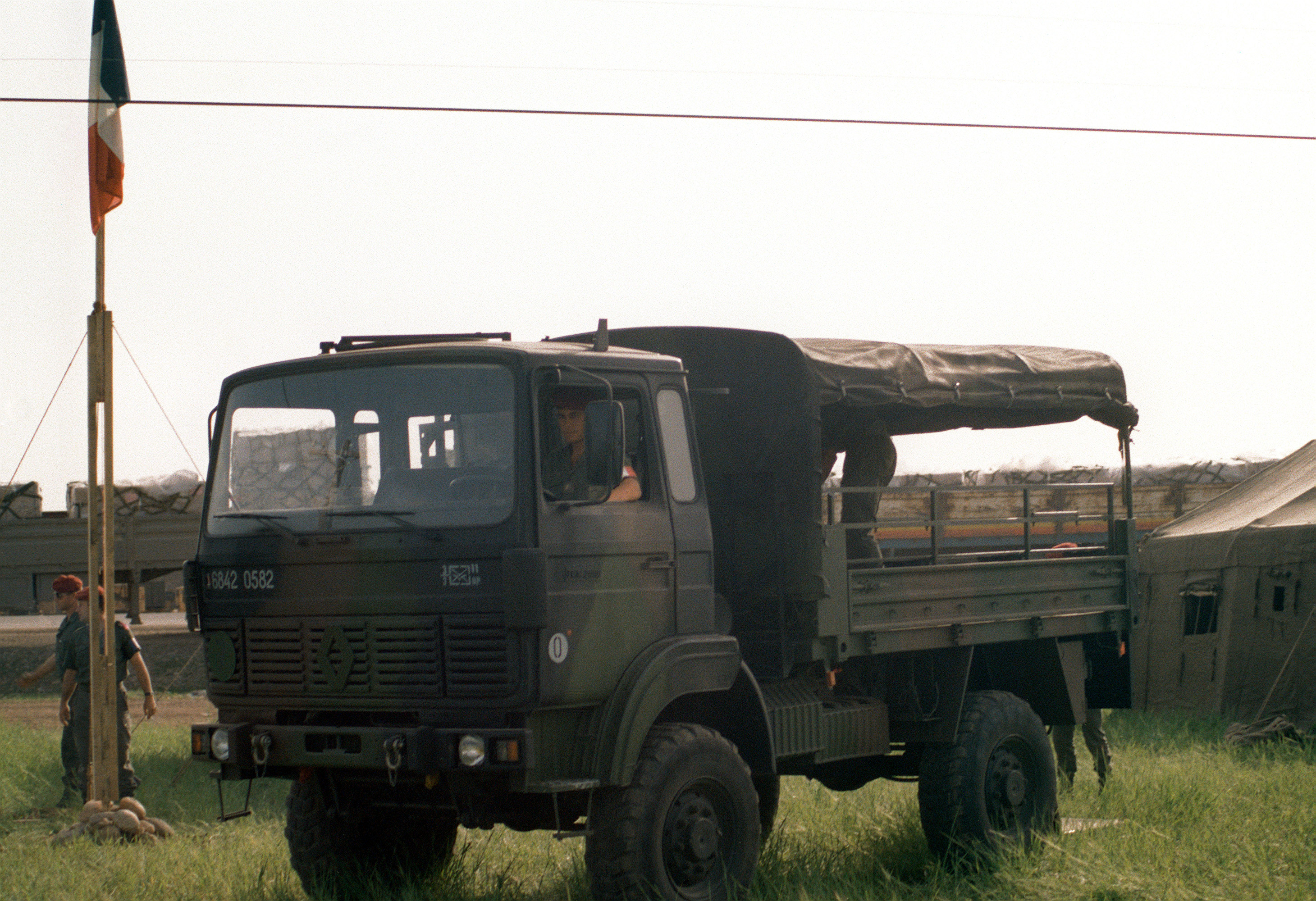
Un camion du 3e RPIMa déployé en soutien aux réfugiés kurdes dans le cadre de l'opération Provide Comfort, à Zakho (Kurdistan irakien) en 1991.

## Traditions
La fête des troupes de marine est célébrée à l'occasion de l'anniversaire de la bataille de Bazeilles, ce village qui a été quatre fois repris et abandonné sur ordres, les 31 août et 1er septembre 1870.
Et au Nom de Dieu, vive la coloniale, les Marsouins et les Bigors ont pour saint patron Dieu lui-même. Ce cri de guerre termine les cérémonies intimes qui font partie de la vie des régiments. Son origine est une action de grâce du Révérend Père Charles de Foucauld, missionnaire, voyant arriver à son secours les unités coloniales un jour où il était en difficulté avec une tribu locale.
La Saint Michel, Patron des Parachutistes, est fêtée avec éclat le 29 septembre chaque année, souvent en présence des Anciens.

### Devise
Remplaçant la fameuse devise du 3e BCCP, « descendre partout et s'élever toujours » par « Être et durer », devise créée par le général Marcel Bigeard qui a demandé cette devise et un nouvel insigne quand il en a pris le commandement. Voir son livre testament écrit juste avant son décès.

### Insigne

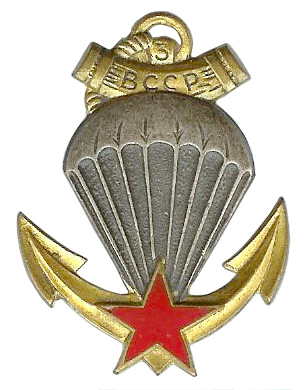
Insigne régimentaire de poitrine du 3e BCCP (dissous).
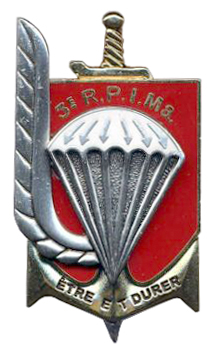
Insigne régimentaire de poitrine du 3e RPIMa.
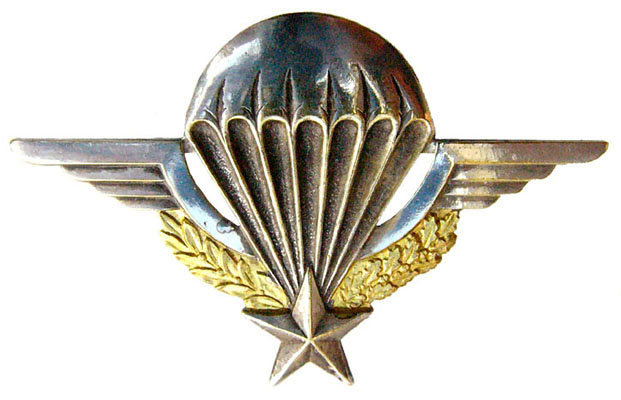
Brevet parachutiste militaire.
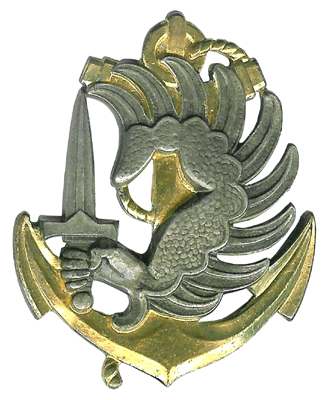
Insigne de béret « para TDM ».
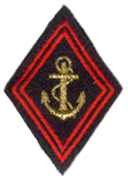
Insigne de bras gauche des troupes de marine, modèle « sous-officiers » et « officiers ».
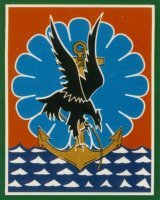
Insigne de bras droit de la 11e brigade parachutiste.

Descriptions héraldique de l'insigne du 3RPIMa :
- rectangle de gueules a un parachute adextré d'un demi vol montant d'argent dépassant l'écu le tout brochant sur une épée basse d'argent gardée d'or ;
- en chef l'inscription 3 RPIMa ;
- en pointe la devise " être et durer "sur le fer de l'ancre d'or ;
- homologué G 445 le 15 juin 1957.

### Drapeau
Il porte, peintes en lettres d'or dans ses plis, les inscriptions suivantes,:
Depuis sa création, 476 officiers, sous-officiers et marsouins parachutistes, sont morts pour la France sous son drapeau.

### Décorations
Sa cravate est décorée de la croix de guerre des TOE avec trois palmes (citations à l'ordre de l'armée) et une étoile de bronze (une citation à l'ordre de la brigade) et de la croix de la Valeur militaire avec quatre palmes (citations à l'ordre de l'armée). Les marsouins du 3e RPIMa ont droit au port de la fourragère aux couleurs du ruban de la croix de guerre des TOE et de fourragère aux couleurs du ruban de la valeur militaire.
Le régiment avait également reçu une citation sans croix à l'ordre de l'armée pour l'intervention au Liban en 1978, qui a été remplacée par une citation avec attribution de la croix de la Valeur militaire avec palme.
Sa citation à l'ordre de la brigade lui a été décernée pour son action en tête du dispositif allié au Kosovo en 1999.
Le 21 mai 2012, le drapeau du régiment est à nouveau décoré de la croix de la Valeur militaire avec palme pour son intervention en Afghanistan dans le cadre de l'ISAF.
Le 22 juillet 2022, le drapeau du régiment est une nouvelle fois décoré de la croix de la Valeur militaire avec palme pour son intervention en Centrafrique dans le cadre des opérations Boali et Sangaris en 2014. Le même jour, le régiment se voit également remettre une nouvelle fourragère aux couleurs du ruban de la croix de la valeur militaire.
Par les décisions du 25 mai 2021 et du 19 février 2025 le régiment se voit attribuer une croix de la  Valeur militaire avec palme pour son action dans le cadre de l'opération Serval - Barkhane.

### Chant

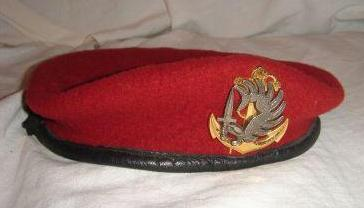
Le béret rouge (amarante) des « paras T.D.Ma. »

## Chefs de corps

### 3eBCCP -3eGCCP
- Chef de bataillon Leopold Henri Ayrolles : janvier 1948 - septembre 1949[8]
- Capitaine Paul Cazaux : septembre 1949 - octobre 1950[9]
- Chef d'escadron François Decorse : octobre 1950 - novembre 1950[10]

### 3eBPC
- Capitaine Bonnigal : décembre 1951 - avril 1953[11]
- Capitaine Jacques Bouvery : avril 1953 - août 1953[12]
- Chef de bataillon Lenoir : juin 1955 - novembre 1955

### 3eRPC
- Colonel Marcel Bigeard : du 1er novembre 1955 au 12 avril 1958
- Lieutenant-colonel Trinquier : avril 1958 - décembre 1958

### 3eRPIMa

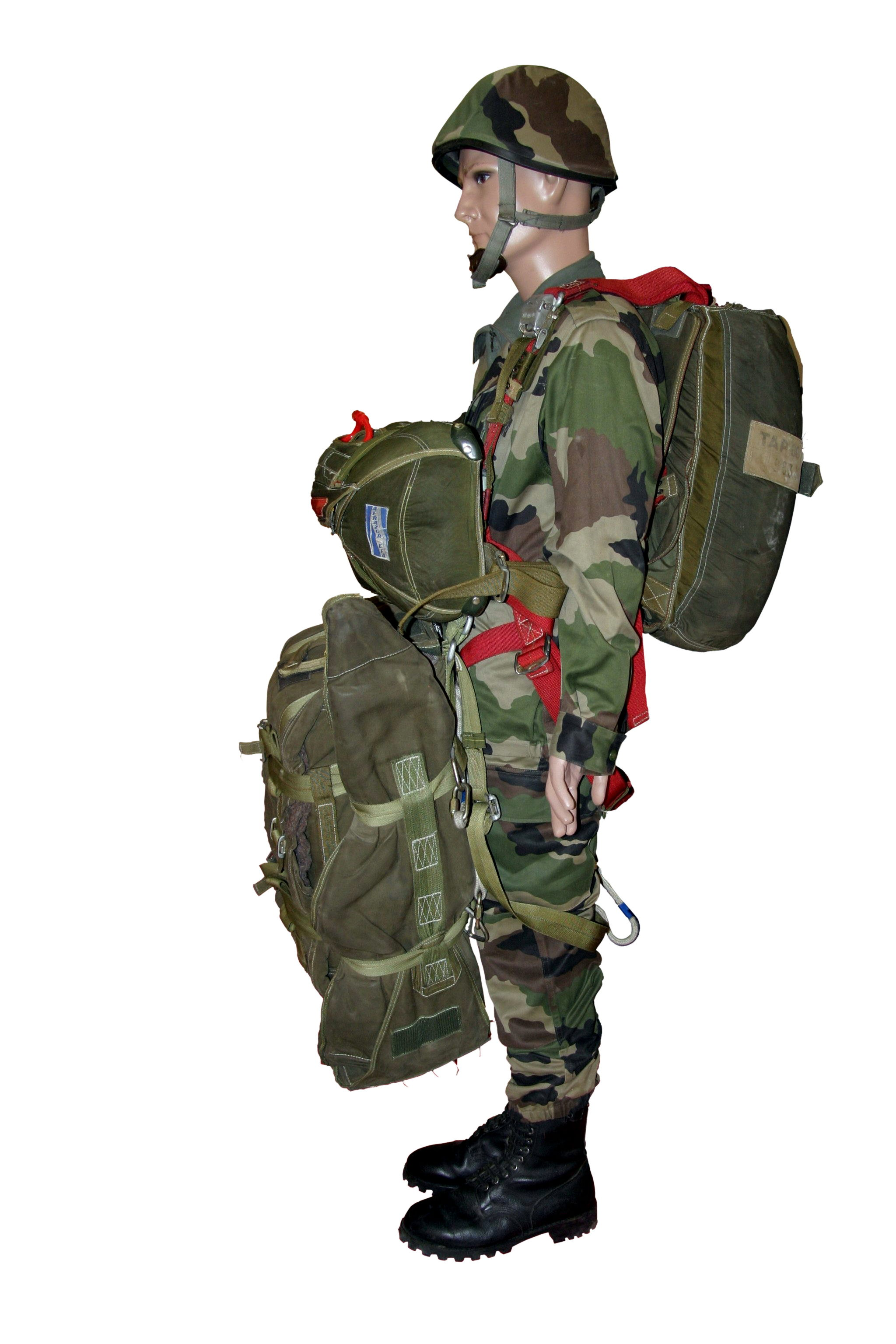
Parachutiste équipé pour le saut : parachute principal (« dorsal »), parachute de secours (« ventral »), et gaine pour le transport du sac à dos et de l'armement.

- Lieutenant-colonel Trinquier : décembre 1958 - mars 1959
- Lieutenant-colonel Bonnigal : avril 1959 - janvier 1961
- Lieutenant-colonel Le Borgne : janvier 1961 - juillet 1962[13]
- Lieutenant-colonel Mollo : août 1962 - février 1963
- Lieutenant-colonel Mathiot : février 1963 - décembre 1963
- Lieutenant-colonel Escarra : décembre 1963 - décembre 1965
- Lieutenant-colonel Courtiade : décembre 1965 - décembre 1967
- Lieutenant-colonel de Haynin de Bry : décembre 1967 - avril 1970
- Lieutenant-colonel Garnier : avril 1970 - juillet 1972
- Lieutenant-colonel Raymond Chabanne : juillet 1972 - septembre 1974
- Colonel Michel Datin : septembre 1974 - septembre 1976
- Colonel Salvan**** : septembre 1976 - juillet 1978
- Lieutenant-colonel Mircher : juillet 1978 - juillet 1980
- Lieutenant-colonel Leblanc : juillet 1980 - juillet 1982
- Colonel Roudeillac*** : juillet 1982 - juillet 1984
- Colonel Billot : juillet 1984 - juillet 1986
- Colonel Ménard : juillet 1986 - juillet 1988
- Colonel Stouff : juillet 1988 - juillet 1990
- Colonel Ribeyron : juillet 1990 - juillet 1992
- Colonel Poncet**** : juillet 1992 - juillet 1994
- Colonel Marengo*** : juillet 1994 - juillet 1996
- Colonel Six : juillet 1996 - juillet 1998
- Colonel Legrand : juillet 1998 - juillet 2000
- Colonel Tramond : juillet 2000 - juillet 2002
- Colonel Jean-François Hogard***** : juillet 2002 - juillet 2004
- Colonel Guibert : juillet 2004 - juillet 2006
- Colonel Merveilleux du Vignaux : juillet 2006 - juin 2008
- Colonel Perrin : juin 2008 - juillet 2010
- Colonel Philippe Pottier***: juillet 2010 - juin 2012
- Colonel Mabin : juin 2012 - juin 2014
- Colonel Journé : juin 2014 - juin 2016
- Colonel Durville : juin 2016 - août 2018
- Colonel Aunis : août 2018 - septembre 2020
- Colonel Barbarin : septembre 2020 - juillet 2022
- Colonel Cussac : juillet 2022 - août 2024
- Colonel de Pontcharra : août 2024 -

## Personnalités ayant servi au sein du régiment

### Grand-croix de la Légion d'honneur
Onze  militaires ayant servi au sein du régiment ont été élevé à la dignité de grand-croix de la Légion d'honneur, dans l'ordre chronologique : les généraux Marcel Bigeard, Maurice Schmitt, Georges Grillot, Guy Le Borgne, Michel Datin, Jean-Paul Pagni, François Cann, le colonel Jean Herraud, les généraux Lucien Le Boudec, Charles de Llamby et Michel Fleutiaux.

### Autres personnalités
- Sergent-chef Marc Flament
- Capitaine Roger Flores
- Gilles Caron
- Albert Spaggiari
- Adjudant Zga
- Thierry Marx
- Thierry Légier
- Capitaine Paul Cazaux
- Lieutenant André Rougier
- Lieutenant Jean Graziani
- Lieutenant Jacques Planet
- Grégoire de Saint-Quentin
- Adjudant Jean Bertoli, Compagnon de la Libération,
- Adjudant-chef François Woignier
- Edouard Piffard
- Thomas Wagner
- Yannick Lallemand, aumônier du régiment de 1972 à 1975.

## Le régiment aujourd'hui

### Subordinations
Le 3e RPIMa fait partie de la 11e brigade parachutiste de la 3e division.

### Composition
Actuellement, le régiment est constitué d'un état-major et de sept compagnies soit :
4 compagnies de combat
- 1re compagnie, couleur le blanc, indicatif « Les fantômes », devise « Discret et Efficace »
- 2e compagnie, couleur le noir, indicatif « Les gros nœuds », devise « la 2 au paquet »
- 3e compagnie, couleur le jaune, indicatif « Les cobras », devise « or j'ose »
- 4e compagnie, couleur le carmin, indicatif « Les léopards », devise « avec le sourire »

3 compagnies spécialisées
- La CEA, compagnie d’éclairage et d'appui, couleur le vert, surnom « Les lynx » - devise « un poing c'est tout »
- la CCL, compagnie de commandement et de logistique, couleur le rouge, surnom « Les phacochères », devise "rien sans nous"

- la 6e compagnie, de réserve, couleur le marron, indicatif « Les fennecs », devise "avec nous qui le veut, avec nous qui le peut" (ancienne), "chasser la misère" (actuelle, en hommage au commando Georges du LTN Grillot)

### Missions
Outre les missions identiques à celles qui sont dévolues aux régiments d'infanterie motorisée, le 3e RPIMa, compte tenu de ses aptitudes particulières, est organisé et entraîné pour être mis à terre par parachutage, aérotransport, posé d'assaut ou héliportage, en vue de saisir un point clé ou une tête de pont dans la profondeur, couvrir une grande unité face à une menace inopinée, mener un combat sur les arrières, contrôler une zone, extraire et évacuer des ressortissants.
Régiment d'infanterie d’assaut, il est apte à s'engager sous toutes les formes du combat d’infanterie : approche sous blindage et combat d'infanterie légère, assaut par air et combat aéromobile. Pour cela il est doté d'équipements modernes et adaptés Serval, véhicules aéromobiles, mortiers lourds et mortiers de 81 mm, canons de 20 mm, missiles MMP et ERYX, fusils de précision PGM, FRF2 et HK 417, lance-grenades individuels, moyens de transmission de la dernière génération et optronique de pointe.

### Matériels
- PR4G (poste radio)
- LUCIE (vision nocturne)
- AIM POINT (visée laser)

#### Véhicules
Le 3e RPIMa est le 1er régiment de l'armée de Terre à être équipé du blindé SERVAL.
- 75 VAB
- 31 Auverland
- 50 Peugeot P4
- Camion Renault GBC
- PVP
- VBMR-L Serval
- 10 ACMAT VT4
- 13 Masstech T4
- VBL

#### Armement
- FAMAS dont certains exemplaires équipés du système FÉLIN
- HK 416F (760 unités)
- FN Minimi
- FRF2 / HK 417 / PGM Hectate II (pour les tireurs de précision et tireurs d’élite)
- Canon de 20 mm
- 6 mortiers de 120 mm
- 6 mortiers de 81 mm
- 24 postes de tir Eryx
- 16 postes de tir Milan
- 5 postes de tir MMP

## Cadets de la Défense
Le régiment accueille par ailleurs une section de cadets de la défense.